# Caroxazona
A caroxazona (nomes comerciais: Surodil, Timostenil, entre outros) é um antidepressivo utilizado em tratamento de depressão, mas que foi amplamente descontinuado e não é mais comercializado. Atua como um inibidor reversível da monoamina oxidase (IRMA) em suas duas isoformas, MAO-A e MAO-B, com afinidade de ligação cinco vezes maior para o MAO-B.

## Síntese

Síntese de caroxazona

A síntese da caroxazona ocorre por aminação redutiva [en] (1, 2) de salicilaldeído e glicinamida (3). Em sequência, a síntese é concluída pela reação com fosgênio e bicarbonato de sódio (NaHCO3).